# Sakalava Besalampy jezik
Sakalava Besalampy jezik (ISO 639-3: bpf, 18. 5. 2011 odbijen prijedlog za priznanjem i dodjelu koda podnesenim 27. 7. 2010; sakalava besalampy malagaški, besalampy), jezik kojim govore pripadnici etničke grupe Sakalava u distriktu Besalampy na zapadu Madagaskara. Govori ga oko 350.000 (2006)
Klasificira se malagaškoj podskupini istočnobaritskih jezika. Jedan je od dva jezika kojem je odbijen zahtjev za priznanjem podjelom sakalavskog jezika [skg]; drugi je analalava sakalavski [avy].